# Dorfkirche Althüttendorf

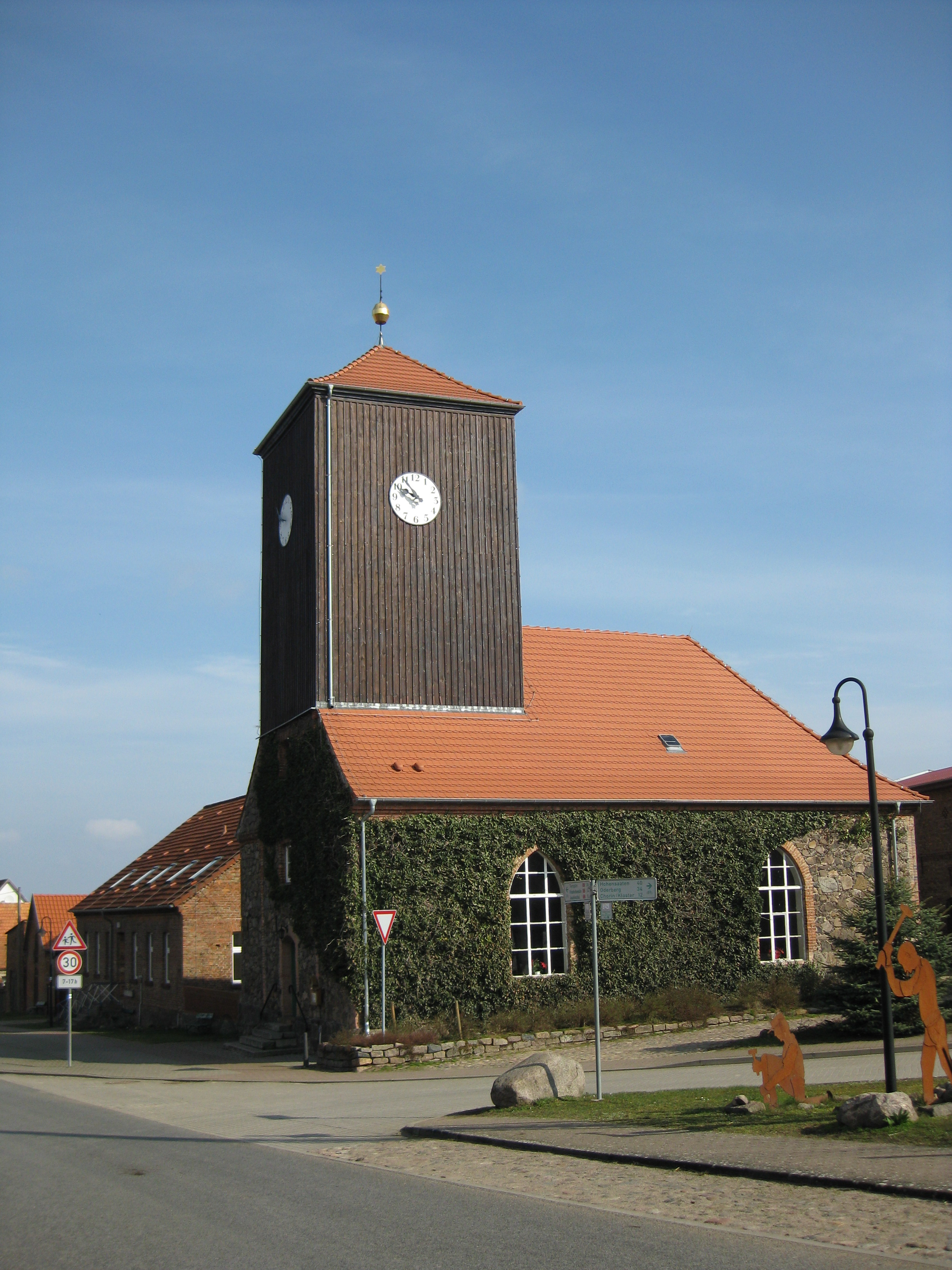
Dorfkirche Althüttendorf

Die evangelische, denkmalgeschützte Dorfkirche Althüttendorf steht in Althüttendorf, einer Gemeinde im Landkreis Barnim des Landes Brandenburg. Die Kirchengemeinde gehört zum Kirchenkreis Barnim im Sprengel Potsdam der Evangelischen Kirche Berlin-Brandenburg-schlesische Oberlausitz.

## Beschreibung
Die Saalkirche wurde 1803 bis 1810 erbaut, nachdem der Vorgängerbau von 1746 bei einem Brand zerstört worden war. Sie besteht aus einem Langhaus aus Feldsteinen, wobei die Laibungen der Spitzbogenfenster und des Portals aus Backsteinen bestehen. Aus dem Dach des Langhauses erhebt sich im Westen ein verbretterter, mit einem flachen Pyramidendach bedeckter Dachturm, der innen mit Stützen gesichert ist. Er beherbergt die  Turmuhr und den Glockenstuhl, in dem zwei 1921 gegossene Kirchenglocken hängen. Der Innenraum ist mit einer Flachdecke überspannt, die längs von zwei Unterzügen getragen wird, die mit Stützen gesichert sind. Im Westen befindet sich eine Empore.